# Lîhivka
Lîhivka (în ucraineană Лихівка) este o așezare de tip urban din raionul Peatîhatkî, regiunea Dnipropetrovsk, Ucraina. În afara localității principale, mai cuprinde și satele Komunarivka și Stepove.

## Demografie
Componența lingvistică a așezării de tip urban Lîhivka
     Ucraineană (94,42%)
     Rusă (4,82%)
     Alte limbi (0,64%)
Conform recensământului din 2001, majoritatea populației așezării de tip urban Lîhivka era vorbitoare de ucraineană (94,42%), existând în minoritate și vorbitori de rusă (4,82%).